# 7198 Montelupo
7198 Montelupo (1994 BJ) là một tiểu hành tinh vành đai chính được phát hiện ngày 16 tháng 1 năm 1994 bởi A. Boattini ở Cima Ekar.